# 康格斯 (紐約州)
康格斯（英語：Congers）是位於美國紐約州羅克蘭縣的普查規定居民點。

## 人口
根據2020年美國人口普查的數據，康格斯的面積為10.18平方千米，當中陸地面積為8.25平方千米，而水域面積為1.93平方千米。當地共有人口8532人，而人口密度為每平方千米838.11人。